# Perle
Pour les articles homonymes, voir perle (homonymie).

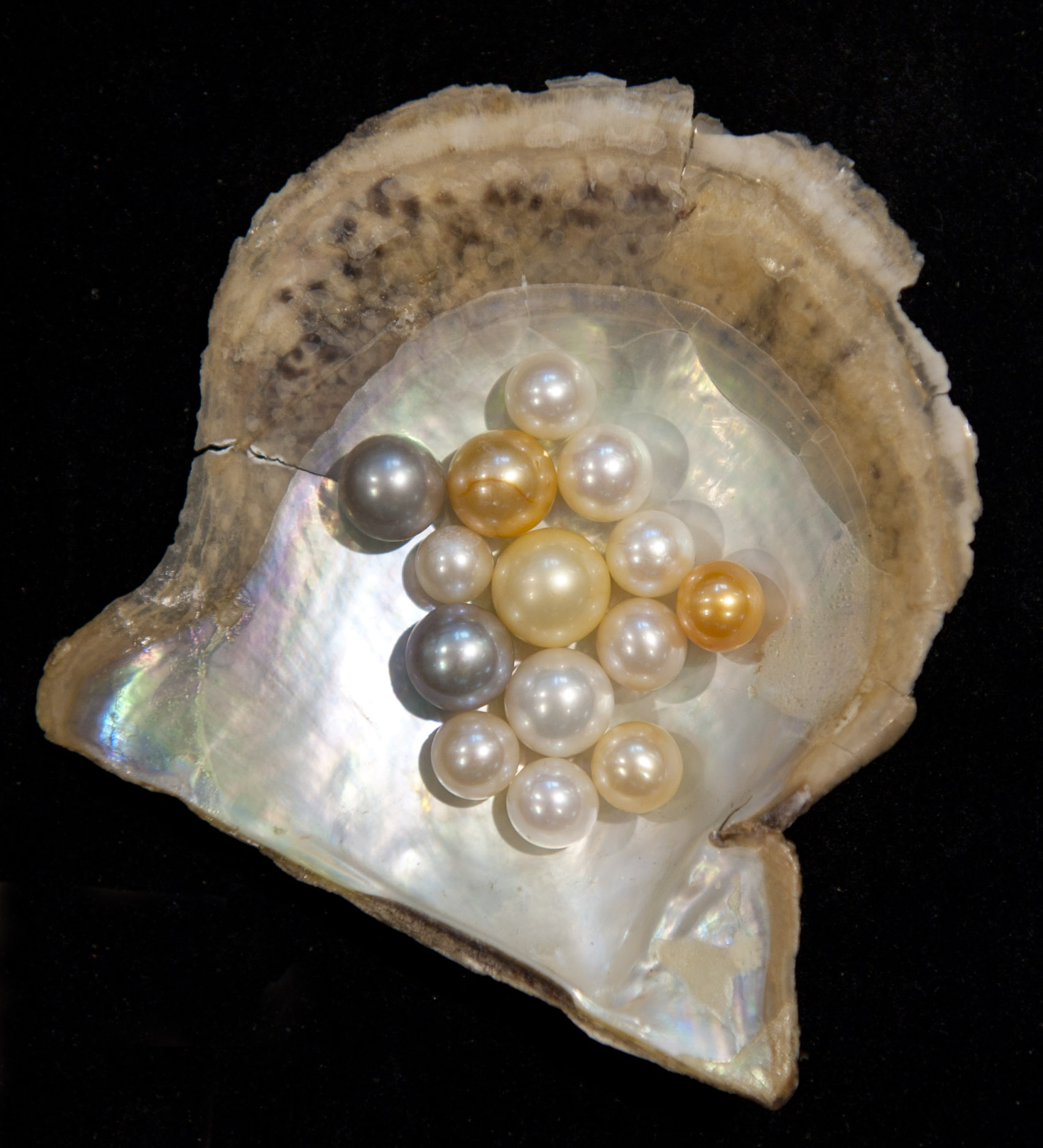
Perles de différentes couleurs et tailles

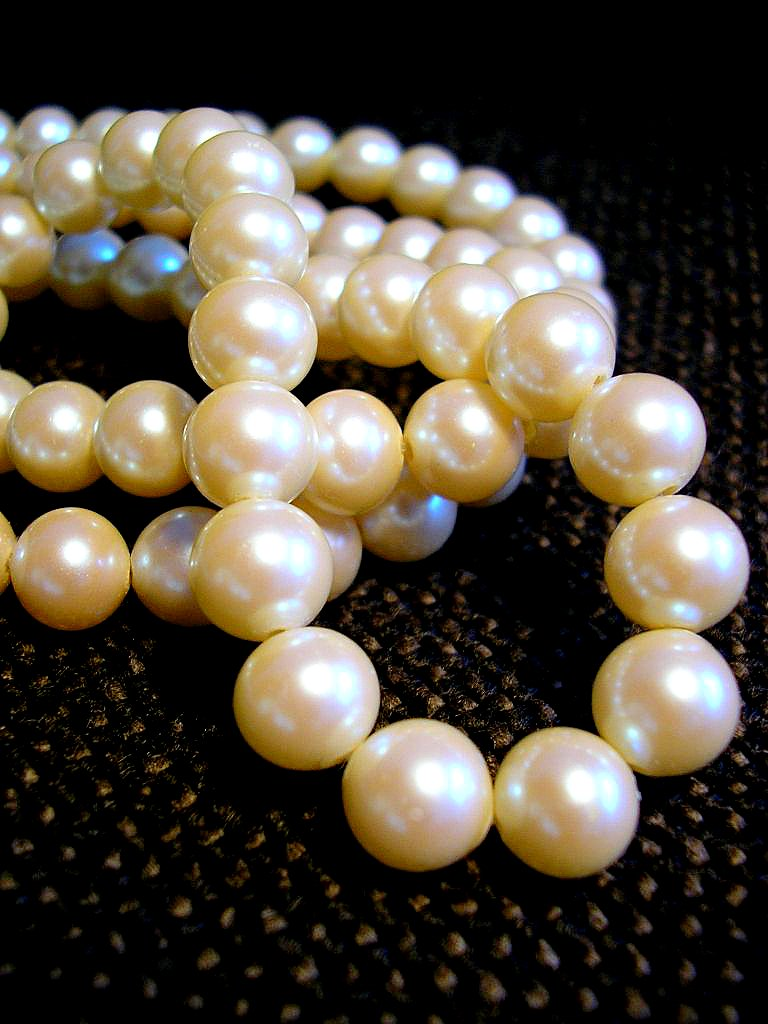
Collier de perles

Une perle est une concrétion calcaire, généralement de couleur blanche, fabriquée par certains mollusques bivalves (principalement les huîtres perlières). Quand un objet irritant passe à l'intérieur de la coquille, l'animal réagit en entourant l'objet d'une couche de carbonate de calcium CaCO3 sous la forme d'aragonite ou de calcite. Ce mélange est appelé nacre.
Autrefois obtenues par le hasard ou cueillies par des professionnels dans le Golfe persique, les perles font au début du XXIe siècle l'objet d'une culture qui a été mise au point par les Japonais du début du XXe siècle aux années 1970. Depuis, le secret de leur technique s'est répandu dans tous les archipels de l'océan Pacifique, et la Polynésie française en est le principal producteur en 2010. En Afrique, les perles traditionnelles, essentielles dans l'habillement, sont diversifiées et côtoient les perles modernes. Au Ve siècle de notre ère, lorsque les royaumes et dynasties africains émergeaient, les Rois, les Reines, les princes et les notables s'ornaient de perles d'or ou d'argent, sans oublier des perles traditionnelles en pierre, appelées en Afrique de l'ouest Dzonu ou encore Donou.

## Biochimie

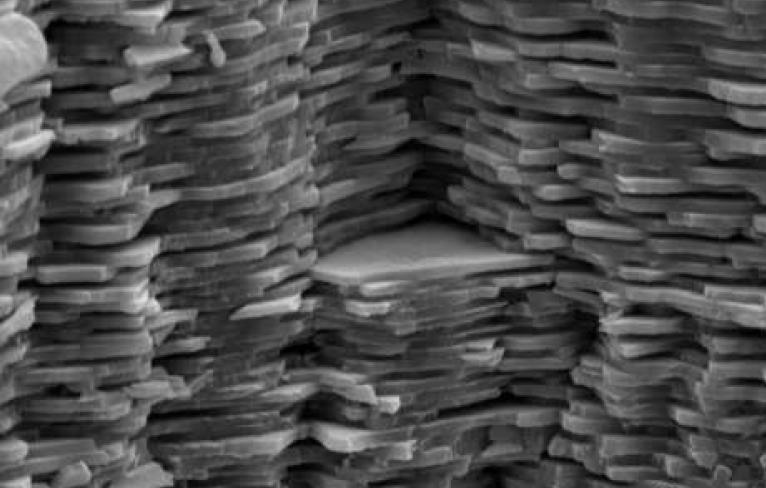
Microscopie électronique d'une couche de nacre en coupe

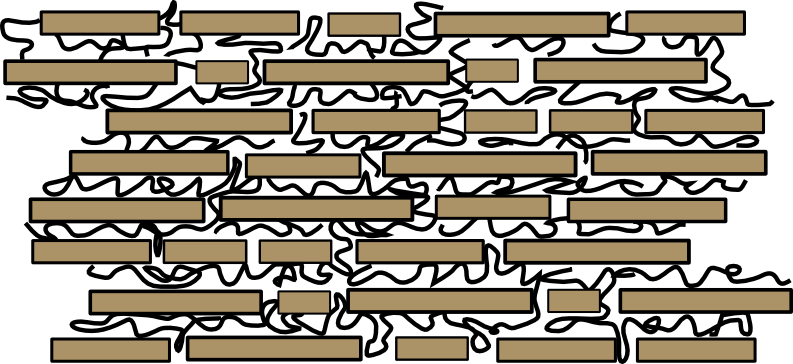
Schéma des couches de nacre, les lames d'aragonites sont liées par un substrat de biopolymères (conchyoline)

La nacre est un carbonate de calcium cristallisé sous forme orthorhombique (maille parallélépipédique) formant des cristaux d'aragonite. Ces cristaux se forment sur un substrat de protéines et de sucres complexes (4-6 %) qui lui confère une grande solidité. Il s'agit, de fait, d'une bio-minéralisation, qui peut servir de mécanisme de défense vis-à-vis de l'intrusion d'un corps étranger.
La qualité esthétique de la perle dépend de l'épaisseur de la nacre (plus importante lorsque la perle est naturelle) mais aussi de la régularité de la cristallisation. Sa coloration est multifactorielle (par ex. espèce du mollusque, nutrition de l’huître, composition chimique des minéraux dissous dans l'eau environnante...).

## Histoire de la perle
Durant la préhistoire, « plusieurs tombes du Paléolithique ont livré chacune des centaines (voire des milliers) de perles et/ou de coquillages apparemment cousus à même les vêtements. Les exemples les plus connus sont ceux de La Madeleine (Dordogne), de Grimaldi (Italie) et de Sungir (Russie). Ce dernier site, un campement de plein air dans la steppe russe daté d'environ 32 000 ans, abritait la tombe d'un adulte et, séparée de lui, celle de deux enfants inhumés ensemble. Des milliers de perles ornaient les habits des trois individus. »
Une perle connue a été découverte dans les fouilles d'Oumm al Qaïwaïn par la mission archéologique française aux Émirats arabes unis. Elle se trouvait dans une tombe collective, collée au crâne d'un défunt dont le corps avait été déplacé lors d'inhumations ultérieures. Des datations au carbone 14 datent le niveau de 5500 env. av. J.-C. La présence de perles en contexte funéraire était déjà attestée dans la région du golfe Persique et de l'océan Indien, mais jamais avant le Ve millénaire. À cette époque, les perles étaient généralement posées sur la lèvre supérieure du mort ; au IVe millénaire, elles étaient plutôt placées dans sa main.

## Joaillerie

Schéma de coupe d'une perle montrant la différence structurelle entre une perle fine et une perle de culture

Les perles sont utilisées pour confectionner des bijoux depuis l'Antiquité ; elles étaient appelées les larmes d'Aphrodite. Les familles romaines qui en avaient les moyens, achetaient à leurs filles une ou deux perles chaque année, afin qu'elles aient un collier complet à leur majorité. Le CIBJO reconnait quatre catégories de perles : les perles naturelles (très rares), les perles de culture, les perles composées, les perles d'imitation. À cela s'ajoutent les deux catégories d'eau douce ou d'eau de mer.
La valeur des perles est déterminée par leur forme (symétrie), leur brillance, leur taille, leur couleur et leur poids.
Les perles sont divisées en huit formes de base : rondes, semi-rondes, bouton, goutte, ovale, poire, baroque, baguée.
La brillance (ou lustre de la perle) est le plus important des critères pour juger de la qualité d'une perle, surtout pour les joailliers ; mais plus la perle est grosse, plus elle se vend cher. Les grosses perles parfaitement rondes sont très rares, et très recherchées pour des colliers à plusieurs rangs.
L'épaisseur de la nacre est un critère déterminant la qualité d'une perle. La nacre peut être considérée comme l'essence de la perle, car elle va lui apporter son lustre, sa teinte et sa durabilité. Une nacre épaisse permet à la perle de conserver durablement sa teinte et son apparence, contrairement à la nacre fine qui, même si elle peut être très belle, résistera moins aux altérations du temps.
La taille des perles dépend fortement de l'espèce produisant la perle. Pour les perles de Tahiti, le gouvernement de Polynésie Française avait fixé l'épaisseur minimale à 0,8 millimètre de nacre. On ne permettait à aucune perle de Tahiti dont la nacre n'entrait pas dans cette norme d'être commercialisée. Cette interdiction n'est pas reconduite dans la loi du Pays no 2017‐16 du 18 juillet 2017.

## Évaluation des perles
La description complète d'une perle doit indiquer forme, qualité de surface, taille en mm et couleur (éventuellement la rareté de la combinaison).
Par exemple dans l'ordre cité : R A 10 VA25 (e)
signifie : ronde, qualité A, diamètre 10 mm, couleur vert aubergine moyen-clair, (pièce exceptionnelle)

### Les formes
- rondes (R) : 2 % maximum de variation du diamètre. Presque parfaitement sphérique. Les perles parfaitement rondes sont les plus rares et les plus chères. Elles sont le plus souvent montées sur des colliers ou de simples rangs de perles.

- semi-rondes (SR) : 2- 5 % maximum de variation du diamètre. Une fois montées, elles paraissent parfaitement rondes mais ont une valeur moindre.

- semi-baroque (SB) : plus de 5 % de variation du diamètre mais avec au moins un axe de révolution. Elles peuvent être en forme de bouton, de goutte, d’ovale ou d'autres formes non définies :
  - bouton (BT) : légèrement aplaties. Utilisées en colliers, pendants ou boucles d'oreille. La partie arrière de la boucle est cachée, ce qui permet de montrer une perle ronde, plus grosse.
  - goutte (DR) : (ou poire, larme) plus souvent utilisées en pendants d'oreilles ou de cou.
  - ovale (OV) : utilisées en colliers, bracelets ou boucles d'oreilles.

- baroque (BQ) : sans forme déterminée, irrégulière et sans axe de symétrie. Le plus souvent utilisées dans des colliers ou des pièces de joaillerie où la forme irrégulière peut être cachée, et laisser croire à une perle parfaitement ronde ou parfois la forme intéressante permet de les monter en collier.

- cerclée (ou baguée) (CL) : Caractérisées par un ou plusieurs bourrelets ou sillons concentriques autour du corps de la perle, situés entre le tiers et la moitié. Si les cercles sont situés en dessous du tiers, la perle est classée sous sa forme primitive.

### La brillance
Appelé lustre, c'est le reflet brillant à la surface de la perle. Il est dû à la diffraction successive de la lumière à travers les différentes couches de nacre.
Les perles ayant des couches de nacre épaisses ont généralement un plus beau lustre que celles ayant des couches plus fines. L'épaisseur des couches successive de nacre n'est cependant pas le seul facteur donnant un beau lustre ; la translucidité et l'arrangement des plaques de nacre ont même une plus grande influence.
Une croissance rapide exerce une influence négative sur le lustre, car plus la nacre est produite rapidement - par exemple en eau chaude -, moins elle est translucide. Les perles de mer ont en général un meilleur lustre que les perles d'eau douce.
Le GIA considère 4 catégories de lustre :
- excellent (très brillant à éclatant) : réflexions brillantes, vives et distinctes ;
- bon (brillant) : réflexions brillantes, mais pas vives. Bords de la perle légèrement brumeux ;
- pâle (troubles) : réflexions faibles, non vives, embuées ;
- faible ou Pauvre (ternes) : réflexions faibles, diffuses.

Un lustre de grade excellent donnera une perle très brillante. La surface de la perle agit comme un miroir, elle reflète distinctement les objets.
Plus le lustre est faible, moins la perle a de pouvoir de réflexion.
De façon générale, les perles d'Akoya présentent le plus beau lustre. Elles sont d'ailleurs cultivées en eau froide.
Certaines perles n'ont pas d'effet-miroir mais présentent néanmoins un lustre de très bon niveau avec un effet plus doux, comme satiné.
Le lustre est rarement si ce n'est jamais indiqué dans la description d'une perle.

#### Catégorisation standard
La classification n'est valable qu'avec une analyse perle par perle. Pour l'évaluation d'un bijou composé de plusieurs perles comme les bracelets ou les colliers la classification se fait selon la majorité des perles. Dans un collier complet, certaines perles peuvent donc être de rang inférieur.
Système ABCD (système de Tahiti)
Cette norme est en usage en Polynésie Française, soutenue par des textes législatifs et donc très utilisée pour les perles de Tahiti.
- A : une imperfection ou groupe d’imperfections légères concentrées sur au plus 10 % de la surface. Très beau lustre. Les meilleures de cette catégorie sont qualifiées "top gemme" par les producteurs de Polynésie française.

- B : quelques imperfections légères concentrées sur au plus 30 % de la surface. Lustre élevé à moyen.

- C : imperfections légères concentrées sur au plus 60 % de la surface. Lustre beau à moyen.

- D : imperfections légères et profondes concentrées sur au plus 60 % de la surface ou imperfections légères sur plus de 60 % de la surface. Lustre faible

- avec plus de 60 % d'imperfections, les perles ne sont pas acceptables en joaillerie.

Il est possible de donner plus de précision en notant un "+" pour les meilleurs de chaque catégorie.
Par un arrêté daté du 31 juillet 2017, le gouvernement de Polynésie Française introduit une catégorie supplémentaire, la catégorie E, correspondant aux perles ne remplissant pas les critères des qualités A à D.
Système AAA-A
Un standard très utilisé est celui du Gemological Institute of America (GIA). Cet institut sous forme associative regroupe un ensemble d'experts en gemmologie.
Évalue les perles selon des critères de formes, lustre, surface etc. Ce système est utilisé pour les perles d'eau douce, les perles d'Akoya et souvent aussi pour les perles des mers du Sud et de Tahiti.
- AAA : 100 à 95 % de la surface sans défauts. Très haute qualité. Lustre très élevé. La perle est parfaitement ronde, et a un éclat miroir. Les meilleures de cette catégorie sont qualifiées "hanadama" par les producteurs d'Akoya.

- AA+ : 95 à 85 % de la surface sans défaut.

- AA : 85 à 75 % de la surface sans défaut. Lustre très élevé. Presque parfaitement rondes

- A+ : 75 à 25 % de la surface sans défaut. Encore classée comme gemme.

- A : 25 % de la surface sans défaut. Limite de la classification comme gemme. Lustre inférieur.

- B : n'est plus classifiée comme gemme.

Il est courant de voir un tableau analogique entre les deux systèmes, assimilant la catégorie AAA à la catégorie A de Tahiti pour les plus belles perles et la catégorie A du GIA avec D de Tahiti. Cette correspondance n'est qu'approximative et indicative car les deux systèmes n'ont pas les mêmes critères de références. Celui du GIA est plus global mais aussi plus sélectif car multi-factoriel, et celui de Tahiti est plus précis car ne mesurant qu'un seul paramètre.

### La taille
Pour l'usage en joaillerie, on considère une tolérance de 0,5 mm comme non significative. c'est-à-dire que par exemple pour un collier dit composé de perles de 7,0 mm, celles-ci auront en réalité un diamètre pouvant varier de 6,75 à 7,25 mm. Les plus petites perles de la série sont placées près du fermoir. Le collier est cependant considéré comme composé de perles uniformes.
La taille est indiquée par le diamètre donné en fractions de mm. Les perles d'un diamètre inférieur à 10 mm nécessitent une précision à 0,25 mm ; celles d'un diamètre supérieur à 10 mm sont données à 0,1 mm près. Pour les semi-baroques, les mesures indiquent le diamètre et la longueur.
Il est rare en joaillerie d'utiliser des perles d'un diamètre inférieur à 7,5 mm. Les perles les plus courantes ont un diamètre tournant autour de 7 à 7,5 mm. Les dimensions supérieures à 12 mm sont très rares et ont donc beaucoup de valeur, et au-dessus de 14 mm ce sont des pièces exceptionnelles.
Le diamètre des perles de Tahiti va de 7,5 à 16 et jusqu'à 18 mm. Le diamètre de celles des mers du sud va de 9 à 18 mm et jusqu'à 20 mm (la plus grosse Tahiti connue a un diamètre de 25 mm). Les perles d'Akoya ne dépassent pas les 10 mm, ce qui est d'ailleurs excessivement rare. Les perles d'eau douce atteignent plus facilement ce diamètre.
Il faut 2 à 3 ans pour obtenir une perle de calibre moyen, et jusqu'à 5 ans pour les plus gros calibres.
Un usage encore répandu est de mesurer la taille pour les perles de culture alors que pour les perles naturelles on mesure la masse en g. Ceci parce que la nature du nucléus influe évidemment sur la masse, et ce critère est donc moins significatif pour la taille des perles de cultures.
La nouvelle norme du Cibjo préconise le millimètre et le gramme mais accepte certaines unités traditionnelles utilisées pour chiffrer la masse des perles (improprement généralement nommé "le poids"). Ces unités traditionnelles varient selon les régions du monde et les sortes de perles.
Les perles naturelles sont pesées en carats, en grains ; un grain de joaillier vaut 0,05 gramme (avant la Révolution française, 0,053 gramme). Il y a 75 grains dans un momme (3,75 grammes). D'autres unités sont parfois utilisées mais de plus en plus rarement : liang (500 g), methgal (4,5 g), chaw (conversion de poids en volume selon la formule (c)² × 0,6518 ; c = poids en carats).
Pour la masse des perles de cultures, il est parfois utilisé le carat, le momme, le kan, le liang.
1 carat = 4 grains = 200 mg = 0,2 g
1 grain = 0,25 carat = 50 mg = 0,05 g
1 momme = 18,75 carats = 3 750 mg = 3,75 g

#### Le momme
Le momme est une mesure de poids utilisée traditionnellement au Japon. De nos jours, la majorité des commerçants en perles de culture, dans leurs dialogues avec les producteurs et grossistes, préfèrent toujours le momme comme unité standard de mesure pour les perles à l'unité et au fil. Un momme correspond à 1/1000 kan. 

En 1891, se refusant à abandonner cette tradition, le gouvernement japonais a formalisé le kan comme étant exactement 3,75 kilogrammes (8,28 livres). D'où 1 momme = 3,75 grammes.
Aux États-Unis, pendant les XIXe et XXe siècles, le commerce de la soie avec le Japon en est venu à utiliser le momme comme une unité indiquant la qualité du tissu de soie.

### La couleur
Les perles sont souvent blanches, parfois avec une teinte crème ou rose, mais peuvent aussi présenter une teinte argent, champagne, pêche, jaune, vert, bleu, marron, noir. Les perles noires sont très chères car très rares. Leur production augmente toutefois sensiblement, notamment en Polynésie.
Trois caractéristiques donnent sa couleur à la perle :

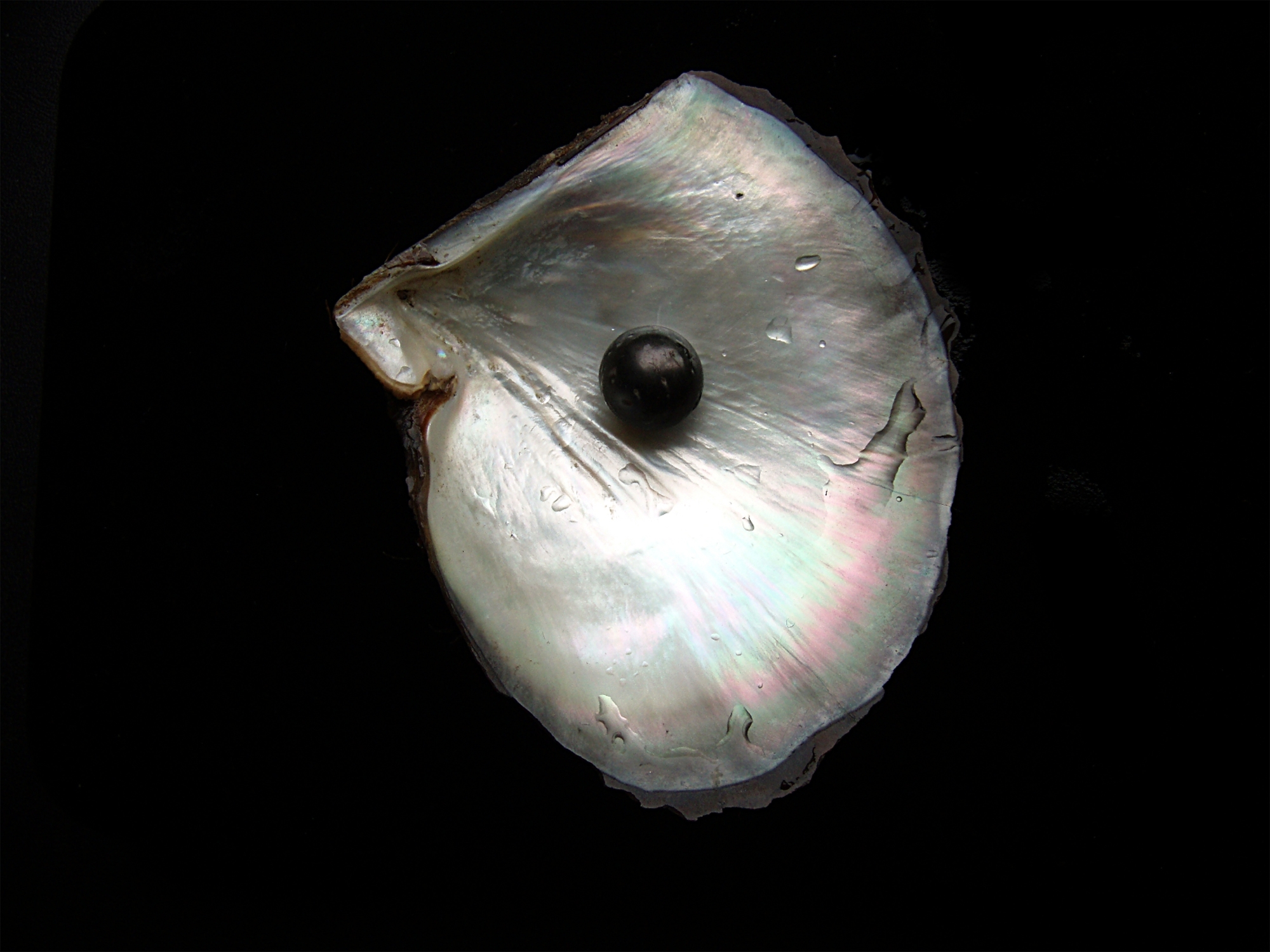
Une perle noire

- couleur de base : blanche, argent, crème, or, verte, bleue, noire. C'est l'espèce du mollusque producteur qui détermine la couleur de base ainsi que le lieu de culture pour une même espèce. La nature du greffon et la nature et couleur du nucléus ont aussi une incidence sur la couleur de base.

Chaque zone de culture peut présenter son propre nuancier. Par exemple, les 12 couleurs admises pour les perles de Tahiti (nuancier Poema) sont : aubergine (A), bleu aubergine (BA), bleu (B), bleu-vert dit aussi aile de mouche (BV), vert (V), vert aubergine (VA), vert azur (VZ), vert tilleul (VT), gris (G), gris aubergine (GA), gris bleu (GB), gris vert (GV). Chaque couleur pouvant être foncée (100 à 75), moyenne (50 à 25) ou claire (00), ce qui donne un total de 60 teintes de base. Certaines perles, surtout dans les formes semi-baroques et baroques, peuvent présenter plusieurs teintes associées ; par exemple aubergine + bleu vert (ABV), ou aubergine + bleu vert + vert tilleul (ABVVT) ;
- traits : couleurs secondaires translucides apparaissant parfois au-dessus de la couleur de base. Cela apporte une note différente à la couleur de base. Certaines perles n'ont pas de trait ;

- orient : iridescences semblant se déplacer lorsqu'on fait tourner la perle. Ne pas confondre avec la brillance. La lumière environnante, naturelle ou artificielle a une forte influence sur l'orient.

On parle d'orient profond lorsque ces couches sont très transparentes et qu'il semble y avoir une couche translucide entre le corps de la perle et la surface de contact. Les perles doivent leur brillance iridescente (proche de l'arc-en-ciel) à la réflexion et à la réfraction de la lumière dans les couches superficielles translucides de nacre. L'orient est d'autant plus fin que les couches sont plus fines et nombreuses.
Certains joailliers indiquent la rareté de la couleur avec une lettre entre parenthèses : (c) pour classique, (r) pour rare, (e) pour exceptionnel.

### Types de perles
Le terme « perles naturelles » (ou perles fines) ou sauvage doit être utilisé exclusivement pour les perles produites par les mollusques sans intervention humaine. Elles sont donc assez rares. Les perles de culture sont celles produites par une opération humaine d'implantation d'un nucléus. Bien que cet usage ne soit pas recommandé, le mot « perle » utilisé sans autre qualificatif doit être entendu uniquement comme « perle naturelle ». Le terme « perle orientale » est admis uniquement pour désigner toute perle naturelle d'eau salée. En 2013, 95 % des perles du marché sont produites en eau douce en Chine.
Le Cibjo dresse la liste des termes commerciaux à éviter et préconise de désigner les perles naturelles et cultivées par le nom biologique du mollusque qui les produit ou par le nom de la zone géographique de production répertorié par le Cibjo. Il définit 69 espèces et sous-espèces de mollusques d'eau salée et d'eau douce susceptibles de produire des perles. Les plus communs sont :
- perles d'Akoya : formes bien rondes et lustre très élevé. Elles sont produites par l'huître Pinctada fucata qui vit le long des côtes du Japon et de la Chine. Chaque huître peut recevoir jusqu'à 5 implants. Elles sont élevées de 8 mois à deux ans. Les perles sont généralement rondes ou ovales et ont un diamètre de 2 à 8 mm, très rarement jusqu'à 10 mm. Leurs couleurs naturelles sont blanc, crème et jaune. Elles sont souvent traitées pour en uniformiser la couleur ;

- perles de Tahiti[13] : produites par l'huître Pinctada margaritifera var. Cumingui, qui vit en Polynésie française. Chaque huitre ne peut recevoir qu'un seul implant. Elles sont généralement élevées 18 mois, parfois plus. Elles atteignent une grande taille, produisant ainsi des perles naturellement plus grosses dont le diamètre oscille entre 8 et 18 mm. Les perles de Tahiti sont les plus réputées pour leurs couleurs foncées. Cependant, les plus claires peuvent être presque blanches et les plus foncées pratiquement noires, mais elles peuvent être aussi arc-en-ciel, aubergine, bleu, gris. La couleur est spécifique de chaque lagon, de chaque élevage et de l'origine du greffon et du nucléus. Les couleurs les plus éclatantes sont rarement parfaites parce qu'elles s’obtiennent avec les extrémités des greffons qui sont plus fins et fragiles et il est plus difficile de préparer un greffon régulier ;

- perles des Mers du Sud et perles d'Australie : elles sont blanches ou dorées. Elles sont produites par l'huître Pinctada maxima vivant le long des côtes d'Australie, d'Indonésie et des Philippines. Elles sont généralement élevées 18 mois. Chaque huitre ne peut recevoir qu'un seul implant. Il est reconnu deux variétés différentes : la variété "à lèvres argentées", produisant des perles de couleur de base blanche et argentée et pouvant présenter des orients ou des traits rosés, verts ou bleus ; et la variété "à lèvres dorées" produisant des perles de couleur de base crème et dorée, avec des intermédiaires dits champagne et jaune. Les perles d'Australie sont très blanches ou légèrement argentées ; celles d'Indonésie de blanches à dorées, avec une palette intermédiaire de jaunes. Les perles des Philippines ont les tons les plus dorés. Leur diamètre est très important et leur lustre brillant et satiné. Elles sont considérées comme très rares, et un collier aux perles régulières peut demander plusieurs années de moisson ;

- perle d'eau douce : de formes, de tailles et de couleurs très variées, elles ont un rapport qualité/prix très intéressant. Produites par des moules des espèces Hyriopsis schlegeli et Hyriopsis cumingi et leurs hybrides. Elles sont élevées de 8 mois à 5 ans. La taille des perles varie de 2 à 10 mm. La production japonaise est aujourd'hui plus restreinte mais a connu une extension relative dans le passé. La Chine en produit 1 500 tonnes par an. Il existe également une ferme à but principalement touristique au Tennessee. Les moules peuvent produire jusqu'à 50 perles en même temps. Le nucleus est constitué de minuscules morceaux de coquillage, ce qui produit des perles de nacre pure.

Perles de Biwa : désigne souvent abusivement toutes perles cultivées au Japon et croissant dans une moule d'eau douce. Le nom devrait être réservé aux perles du lac Biwa, au Japon ;
- Mabé : des perles en demi-sphère. Le nucléus est implanté entre la coquille et le manteau la coquille de l'huître. Utilisées principalement en boucles d'oreilles ou pour cacher le système de fermeture des colliers. Produites par des huîtres d'eau de mer vivant au Japon, en Indonésie, en Polynésie Française et en Australie. Il est possible d'obtenir toutes les formes possibles puisqu'il s'agit en fait de tailler et sculpter la coquille même du mollusque. Le mollusque est évidemment sacrifié lors de l'opération et ce sont donc généralement les huîtres anciennes ayant déjà produit des perles qui sont utilisées pour cet usage. Elles ont une valeur bien moindre que les vraies perles ;

- Keshi : c'est une perle produite accidentellement en culture en même temps qu'une perle normale ou lors du rejet d'un nucléus. On les trouve aussi bien dans les mollusques d'eau de mer qu'en eau douce. C'est une perle le plus souvent de forme irrégulière, et d'un lustre souvent plus élevé que les perles nucléées. Elles ont un diamètre de 2 à 15 mm, et sont de formes essentiellement baroques. Non désirées par les perliculteurs, elles sont cependant très appréciées en joaillerie pour leur originalité et les keshis de Tahiti et des mers du sud ont longtemps été considérées comme des pièces exceptionnelles magnifiques. Le progrès de la maîtrise de la perliculture les ont rendues très rares ;

- perles de Conque : (perles de lambi) produites par Lobatus gigas, qui vit dans les mers tropicales. Les perles ont une taille 3 mm maximum, de forme baroque ou ovale, et une couleur généralement rose saumon vif parfois aussi blanche, brune, dorée, ou jaune. Cette couleur a tendance à se faner avec le temps. La conque ne peut pas être élevée et ce sont les pêcheurs pour des fins alimentaires qui trouvent accidentellement les perles. Une conque sur 10 000 abrite une perle, et parmi ces perles 10 % seulement ont une qualité suffisante pour être classées comme gemme. Elles sont donc excessivement rares, c'est ce qui leur donne une certaine valeur mais qui limite leur usage en bijouterie ;

- perles de Melo : produites par Melo melo des mers tropicales. Elles sont souvent de grand diamètre, 8 à 40 mm voire plus ; et ont une couleur orange vif à brun doré qui "passe" facilement au soleil. Leur forme est très régulière, souvent ovale et parfois ronde. Elles ont une bonne valeur marchande et des essais d'élevage de Melo sont en cours ;

- perles d'ormeau : trouvées à l'état naturel dans les ormeaux (Haliotis kamtschatkana). Ce sont les perles les plus rares et considérées comme étant les plus belles. D'une brillance très élevée et d'un lustre intense, mélangeant toutes les couleurs, elles sont toujours de forme baroque. L'utilisation en joaillerie est très rare. Un mollusque sur 100 000 produit une perle. Bien que l'élevage de l'ormeau soit maîtrisé, la culture des perles n'en est qu'à son balbutiement car la moindre blessure provoque une hémorragie fatale. L'implantation du nucléus se fait donc le plus souvent contre la coquille pour produire des mabés ce qui malgré tout provoque souvent le décès du mollusque. Peu appréciée en Europe et aux États-Unis, elles sont très prisées en Australie et Nouvelle-Zélande. Le marché semble en extension ;

- perles coupées, composites, assemblées : ce sont des perles coupées pour n'en garder que la moitié ou les trois-quarts, ou composées de morceaux de matières différentes ou identiques ;

- perle d'imitation : fabriquées par l'homme, elles n'ont de valeur que par le bijou qu'elles composent. Parfois source de tromperie, car une certaine expérience est nécessaire pour les distinguer des perles naturelles (en observant le trou du foret ou par radiographie X).

### Traitements
Pour les rendre plus brillantes ou pour en changer la couleur, les perles peuvent subir des traitements mécaniques, chimiques, thermiques, ioniques.
Le nettoyage, le polissage, et le pelage sont seuls autorisés sans obligation de le mentionner sur l'article.
Les autres traitements comme le blanchiment chimique, la teinture, le lustrage, le chauffage, l'irradiation, le huilage, le cirage, etc. doivent obligatoirement être signalés à l'acheteur, mais ce n'est pas toujours le cas de la part des revendeurs peu scrupuleux ; en effet les perles ainsi traitées ont une valeur moindre que les perles naturellement brillantes et colorées.

### Entretien des perles de culture
Afin de garder leur éclat les perles de culture doivent être entretenues avec grand soin. Elles doivent être tenues à l'écart du maquillage ainsi que du parfum et de la transpiration qui attaquent les couches de nacre. Vous pouvez pour les entretenir les passer sous l’eau sans risque de les abimer puis les essuyer délicatement avec un chiffon doux idéalement une peau de chamois qui lui rend son lustre originel. Les perles doivent évidemment être rangées à part des autres bijoux et autres pierres (diamants, gemmes...)afin d'éviter les rayures.

## Perles notables
- Perle Régente, achetée par Napoléon Ier ;
- Perle Pérégrine : perle ovale découverte au XVe siècle dans le Golfe Persique, offerte par Philippe II d'Espagne à Marie Tudor et par Richard Burton à Liz Taylor ;
- Perle de Puerto : révélée au public en 2016, découverte dans un tridacne géant aux Philippines ; elle mesure 67 cm de long, 30 cm de large et pèse 34 kilos.
- Perle d'Allah : découverte en 1934 aux Philippines dans un tridacne, elle était la plus grosse de toutes ; elle pèse 6,4 kilogrammes (128 000 grains) et a un diamètre moyen de 24 cm ;
- Arco Valley Pearl : 2301 grains (78 × 41 × 35 mm), de forme baroque, aurait été offerte à Marco Polo par l'Empereur de Chine.
- Perle d'Asie : 2300 grains (115 grammes) ;
- Reine des Perles : 109 grains, appartenait à la Couronne de France, disparue en 1792 ;
- Croix du Sud : assemblage de neuf perles en forme de croix, trouvé en 1874 en Australie.

## Au cinéma
- Les Perles de la couronne (Sacha Guitry, 1937) est un film de fiction relatant le parcours à travers l'histoire de chacune des sept perles fines d'un collier.
- La Perle d'Emilio Fernández, classique du cinéma mexicain d'après Steinbeck : un pauvre pêcheur d'Acapulco ramène une perle énorme qui va devenir le catalyseur de rêves et drames.